# Підводний будинок
«Підво́дний буди́нок» (англ. The Deep House) — французький надприродний фільм жахів 2021 року, написаний і знятий Жюльєном Морі та Александром Бустілло. У головних ролях у фільмі зіграли Джеймс Джаггер і Камілль Роу. Blumhouse Productions і Epix придбали фільм для прокату в Північній Америці.
Фільм випущений у Франції 30 червня 2021 року компанією Apollo Films.

## Сюжет
Бен і Тіна — молода заручена нью-йоркська пара і пристрасні автори YouTube, які подорожують Європою і шукають будинки з привидами, щоб записати свої враження наживо. Одного разу вони їдуть на південний захід Франції, щоб розшукати санаторій, занурений у штучне озеро, але виявляють, що це переповнене місце для відпочинку. Місцевий житель П'єр пропонує відвезти їх на ізольовану гілку озера у лісі Шантлу (фр. Chanteloup), місцевості, яка була штучно затоплена 1984 року для запобігання часто повторюваним руйнівним повеням. У цьому районі, як він стверджує, під водою є особняк, який залишився ідеально збереженим.
Досягнувши місця, Бен і Тіна занурюються у воду, невдовзі знайшовши будинок, вміст якого дивно добре зберігся. Однак моторошні речі починають відбуватися після того, як пара потрапляє у будинок. Вони починають чути дивні голоси та шуми, трекер руху на їхньому підводному дроні вказує на рух, хоча нічого не може його спровокувати, а електронне обладнання незрозуміло починає виходити з ладу. Крім того, у деяких кімнатах вони знаходять багато фотографій, плакатів та новинних статей, на яких зображено зниклих дітей, а також сатанинські символи та безліч сильних подряпин на вхідних дверях. На кухні дайвери виявляють двері, заблоковані великим хрестом, і, відчинивши їх, входять до кімнати, в якій містяться два тіла в ланцюгах і середньовічних масках для тортур, підвішені над сатанинською пентаграмою, а також бічну кімнату, наповнену законсервованими частинами людських тіл. Бен і Тіна намагаються втекти з дому, але вікно, через яке вони увійшли, дивним чином виявляється перекритим цегляною стіною. Їхні шалені пошуки інших виходів виявляються марними.
Тіна зазнає раптового нападу під час спроби відкрити решітку у підвалі з двома тілами. Напад так само раптово припиняється, але Бен заперечує, що сталося щось незвичайне, навкруги нічого не змінилося. Зацікавившись, Бен знімає маски з трупів, виявляючи, що це родина Монтеньяків, яка володіла будинком. Два трупи раптом оживають і починають переслідувати їх в будинку. Коли дайвери намагаються втекти через димар, шахта руйнується, затискаючи їх на різних поверхах. У спальні на верхньому поверсі Бен знаходить генеалогічне дерево, яке вказує, що місцевий провідник П'єр є сином Монтеньяків і навмисне заманив їх до будинку. На Бена нападає дівчина-нежить — донька Монтеньяків Сара — і заволодіває його розумом. Бен веде Тіну до прихованої вітальні в підвалі, де Сара через нього та жахливу кінострічку розкриває, що містер Монтеньяк і П'єр викрадали дітей з околиць, щоб використовувати їх як сатанинські жертви; старші Монтеньяки і Сара були врешті вбиті та запечатані в будинку натовпом місцевих мешканців, але П'єру вдалося втекти.
Під впливом Сари Бен намагається переконати Тіну померти в цьому будинку та приєднатися до сім'ї Монтеньяків. У паніці та з вичерпаним запасом кисню Тіна втікає до таємної сатанинської каплиці, де знаходить шахту, що веде назовні. Бен наздоганяє її і намагається вбити, але вона ранить його водолазним ножем. Бен позбувається впливу Сари. Але перш ніж дайвери зможуть втекти разом, Сара вбиває Бена ножем. Монтеньяки повертаються за Тіною, але вона втікає вгору шахтою, що веде назад до озера. З останніх сил Тіна намагається з темних глибин озера дістатися сонячного світла, але трохи нижче поверхні води повітря, що залишилося в її легенях, виходить, і вона тоне.
Через деякий час П'єр приводить до озера нову групу дайверів, які у пошуках гострих відчуттів готові ризикнути, занурившись у невідоме.

## Актори
- Джеймс Джаггер: Бен
- Камілль Роу[en]: Тіна
- Ерік Савен[en]: П'єр Монтеньяк
- Алексіс Сервес: містер Монтеньяк
- Енн Клессанс: мадам Монтеньяк
- Кароліна Мессі: Сара Монтеньяк

## Виробництво
Основні зйомки проходили з 27 січня по 13 березня 2020 року і з 15 по 26 червня 2020 року у студії Lites у Вілворде (Бельгія), а також з 6 по 10 липня 2020 року на озерах Рав'єж та Сен-Пейр у регіоні Окситанія (Франція).

## Цікаві факти
Фільм починається зі знайомства з парою професійних відеоблогерів Беном і Тіною, які розкривають глядачам невідомі таємничі місця. Бен знаходить покинутий санаторій у Вінниці в Україні. Мешканці називають будівлю «будинком з привидами». За місцевою легендою на початку 1970-х років медсестра санаторію отруїла семеро дітей і тепер її привид блукає кімнатами покинутої будівлі. Бен і Тіна оглядають її та знімають це на відео.